# Фрит, Бенджамин
Бенджами́н Фрит (англ. Benjamin Frith; род. 1957, Саут-Йоркшир, Англия, Великобритания) — британский пианист.
С десятилетнего возраста занимался под руководством Фанни Уотермен. В 14 лет выиграл британский Национальный фортепианный конкурс Dudley, затем — конкурс памяти Моцарта в Лондоне. В 1977 году Питером Пирсом был приглашён на фестиваль Олдеборо.
В 1986 году получил 1-ю премию на конкурсе Бузони, в 1989 году — 1-ю премию Международного конкурса пианистов имени А.Рубинштейна (разделил её со своим соотечественником Йеном Фонтейном).
В 1992 году на Эдинбургском фестивале имел большой успех с Вариациями Диабелли Бетховена, за которым последовала первая запись на ASV. Выступал с известными оркестрами, включая Берлинский симфонический, Израильский филармонический, симфонический оркестр Бирмингема, Национальный симфонический оркестр Польского радио, филармонический оркестр Би-би-си, и дирижёрами (Зубин Мета, Антоний Вит, Тамаш Вашари, Станислав Скровачевский, Маттиас Бамерт, Барри Вордсворт). В 2002 году к 20-летию смерти Рубинштейна выступил с концертом в Варшаве, исполнив программу дебютного выступления Рубинштейна, состоявшегося столетием ранее (концерты Моцарта и Сен-Санса).
Его репертуар — от Баха до Типпетта — включает более 50 концертов.
Известен, главным образом, записями ранних романтиков — прежде всего, Феликса Мендельсона и Джона Филда (все фортепианные концерты, все ноктюрны). Записывал также музыку английских композиторов XX века (Чарлз Вильерс Стэнфорд, Арнольд Бакс, Майкл Типпет). С 1998 года участник фортепианного трио Гулд, также выступает в дуэте со скрипачом Маратом Бисенгалиевым. Сотрудничает с квартетами The Lindsays, The Sorrell, Vertava.
Недавно создал фортепианный квартет The Frith Piano Quartet с участием Роберта Херда (англ. Robert Heard), Луизы Уильямс (англ. Louise Williams) и Ричарда Дженкинсона
(англ. Richard Jenkinson).